# Insomnies (film)
Pour les articles homonymes, voir Insomnie (homonymie).
Pour plus de détails, voir Fiche technique et Distribution.
Insommies (Chasing Sleep) est un film (thriller) américain réalisé par Michael Walker, sorti en 2000.

## Synopsis
Ed Saxon est professeur de littérature dans le lycée d'une ville d'un État américain. Il est 3h15 et Ed Saxon ne dort toujours pas. Eve, sa femme, n'est pas rentrée la veille. Très inquiet, il finit par appeler la police. Les heures et les jours passent, Ed perd progressivement le sens du temps et des réalités. La maison semble réagir à cette disparition, résonnant de bruits inquiétants...

## Fiche technique
- Titre : Insomnies
- Titre original : Chasing Sleep
- Réalisation : Michael Walker
- Scénario : Michael Walker
- Photographie : Jim Denault
- Montage : David Leonard
- Production : Thomas Bidegain et Olivier Glaas
- Société de production : Forensic Films, Glaski Productions, Le Studio Canal+ et TVA International
- Pays de production :  Canada,  États-Unis et  France
- Genre : drame, horreur, thriller
- Durée : 104 minutes
- Public : Interdit aux moins de 12 ans
- Date de sortie : 
  - Canada : 8 septembre 2000 (festival international du film de Toronto)
  - France : 16 mai 2001

## Distribution
- Jeff Daniels (VF : Philippe Vincent): Ed Saxon
- Emily Bergl : Sadie
- Gil Bellows (VF : Eric Herson-Macarel) : Détective Derm
- Zach Grenier (VF : Jacques Bonnaffé) : Dr. Geoffrey Costas
- Ben Shenkman (VF : Pierre-Olivier Mornas) : Officier Stewart
- Molly Price : Susie
- Julian McMahon : George Simian
- Patrick Moug : Détective Snyder